# Vinexpo Asie
Vinexpo Asia Pacific, organisé par Vinexpo Overseas (Bordeaux) est le rendez-vous leader des opérateurs du secteur des vins et spiritueux pour le continent asiatique. La dernière édition a eu lieu les 29, 30 et 31 mai 2012 à Hong Kong. 

## Salon pour professionnels d'Asie et du Pacifique
Ce salon est une biennale qui se déroule à Hong Kong Convention and Exhibition Center en alternance avec Vinexpo Bordeaux
En 2012, il a accueilli 12 617 visiteurs exclusivement professionnels, soit 42,27% de visiteurs supplémentaires par rapport à 2008. Plus de 43 % sont venus de Hong Kong et de Macao, le reste de 24 pays relevant de la zone Asie-Pacifique. Ils ont été reçus par 882 exposants venus de 32 pays qui ont présenté en trois jours leur gamme de vins et spiritueux. Il est à souligner que 474 journalistes venus du monde entier ont couvert ce salon 2012.

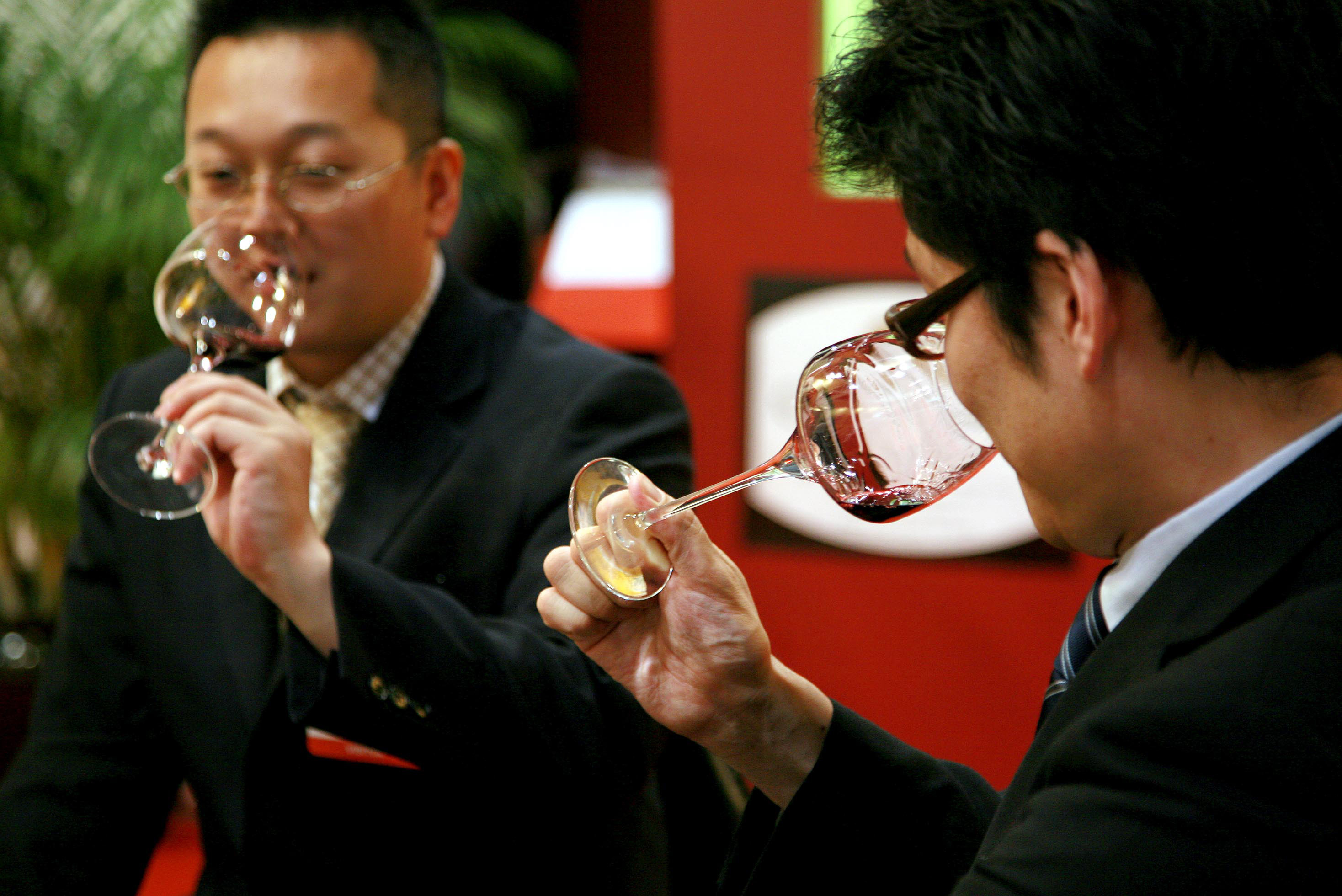
Dégustateurs au Vinexpo Asia Pacific
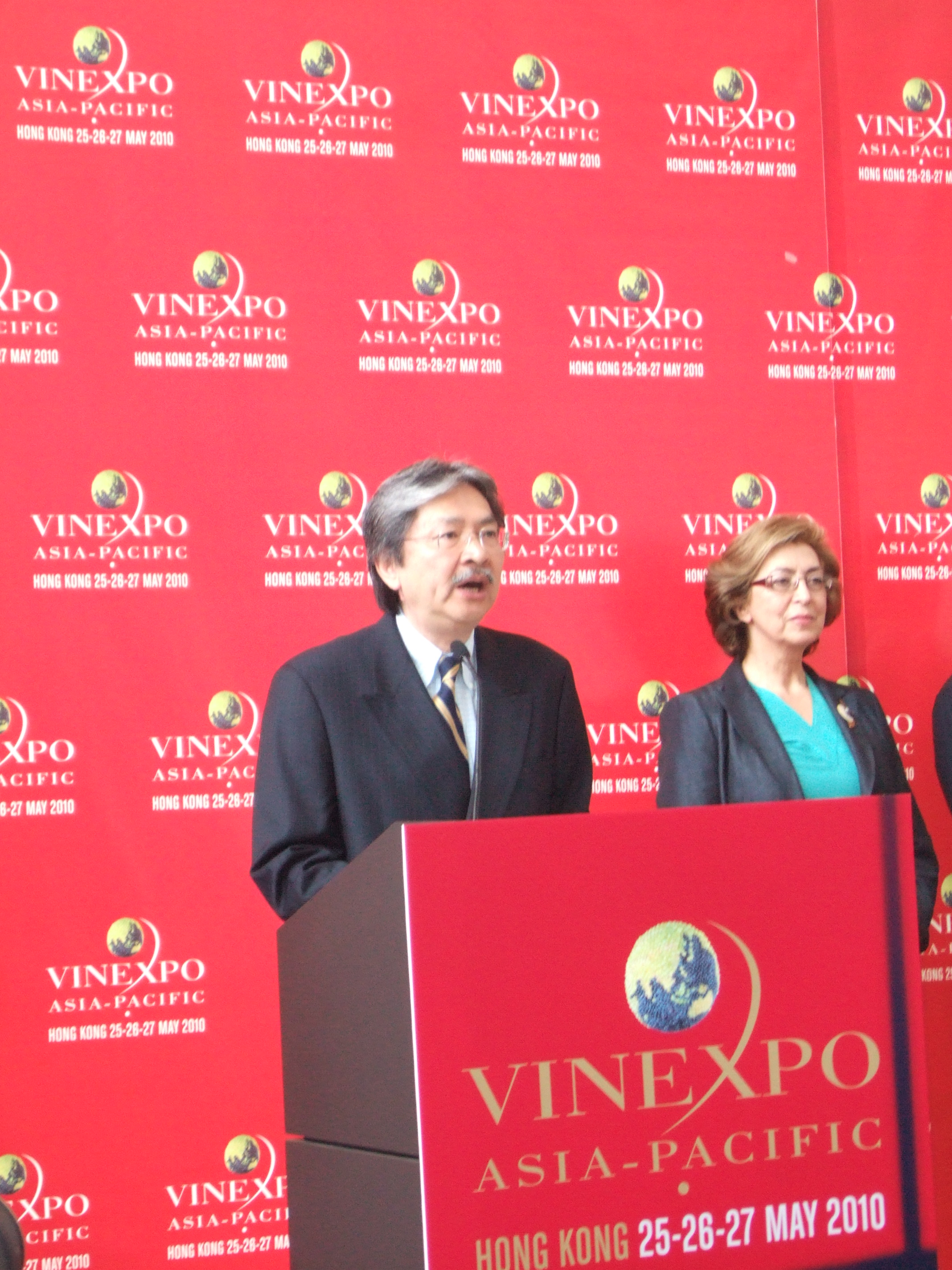
John Tsang et Anne Cusson au Vinexpo Asia de 2010
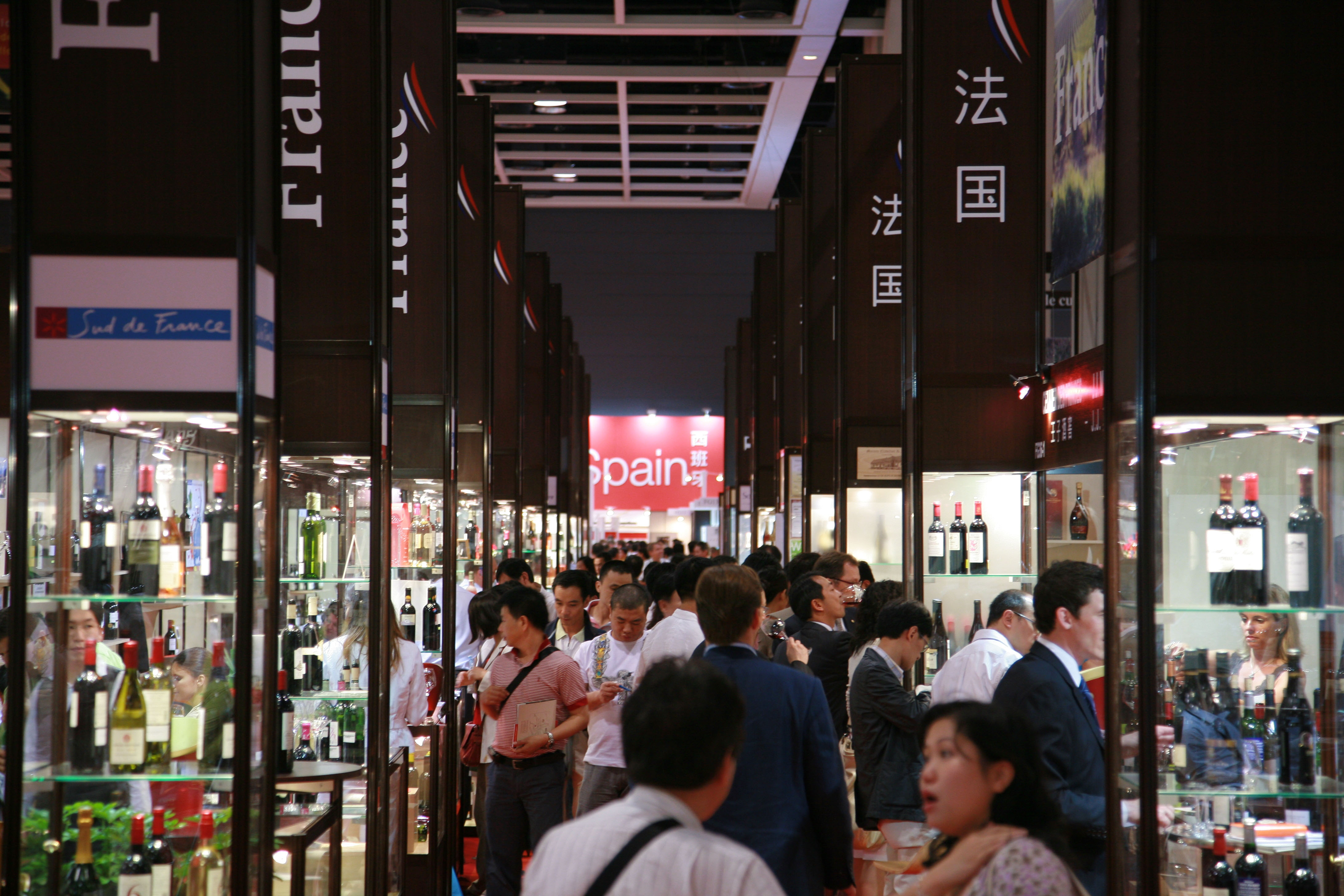
Visiteurs au Vinexpo Asia Pacific

L’Academy Vinexpo Asia-Pacific a attiré quant à elle près de 8 000 visiteurs, soit 2 000 participants en plus qu’en 2010. En parallèle, ont été organisées 42 dégustations commentées.

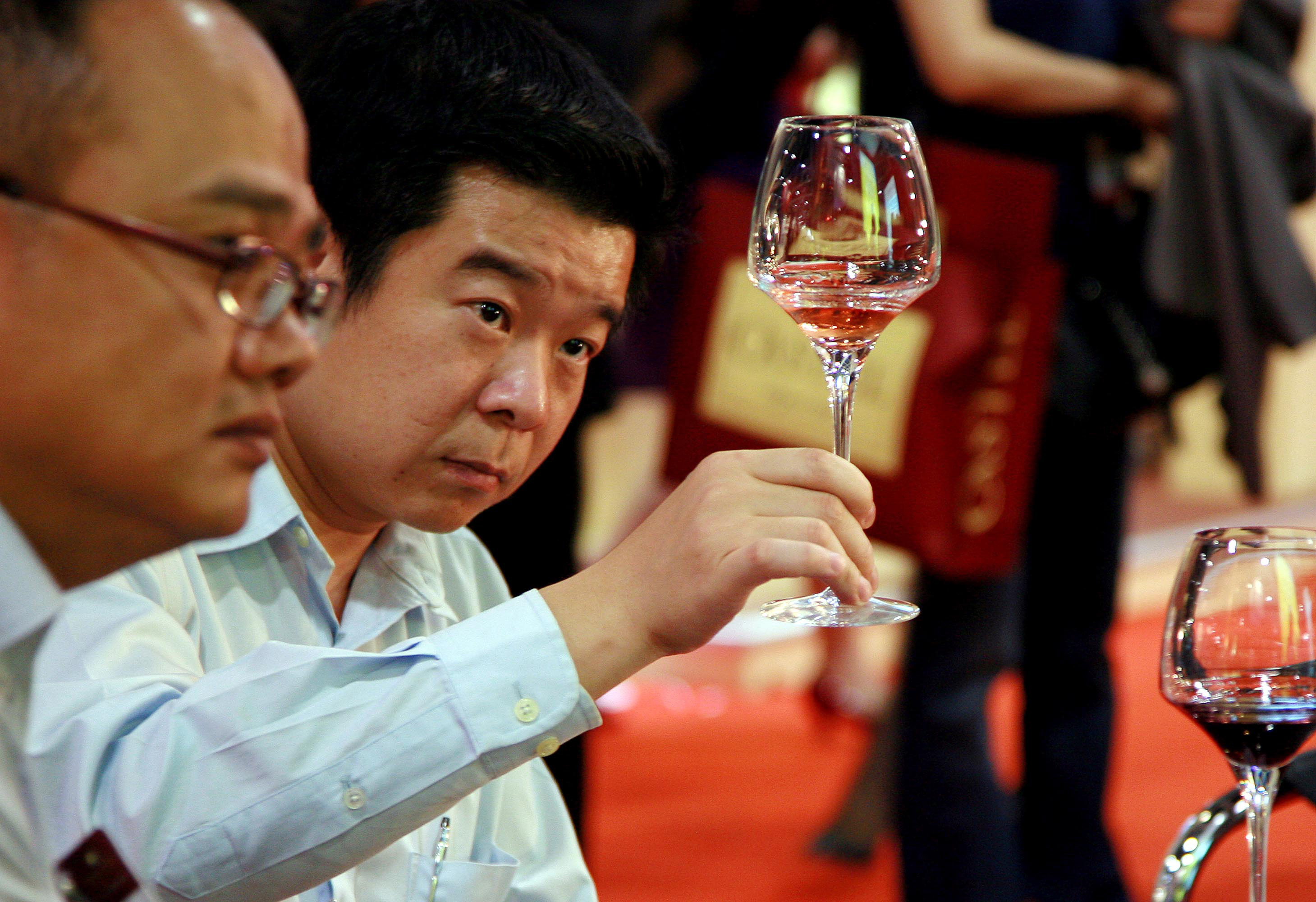
Dégustation au Vinexpo Asia Pacific 2008
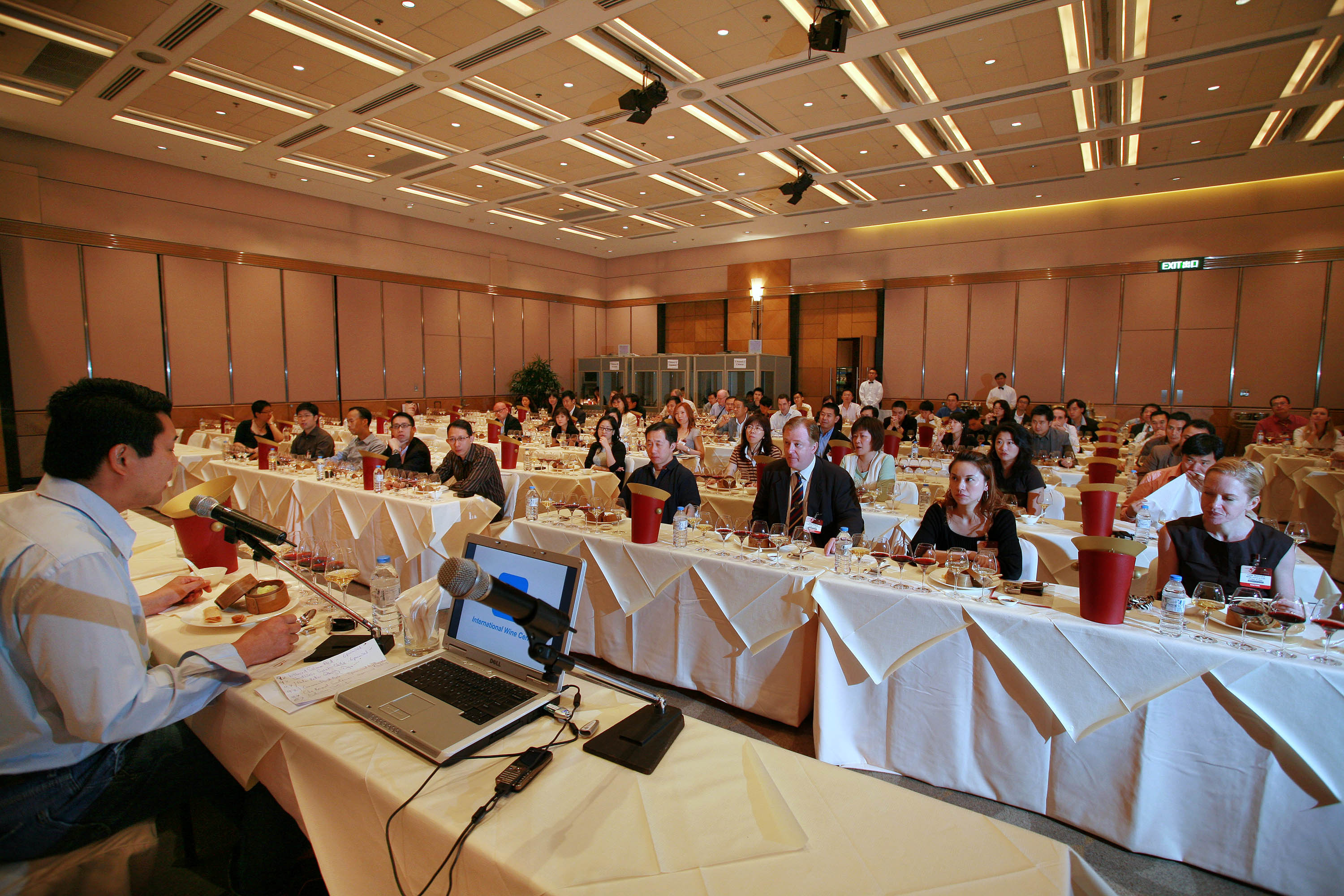
Academy Vinexpo Asia Pacific 2008
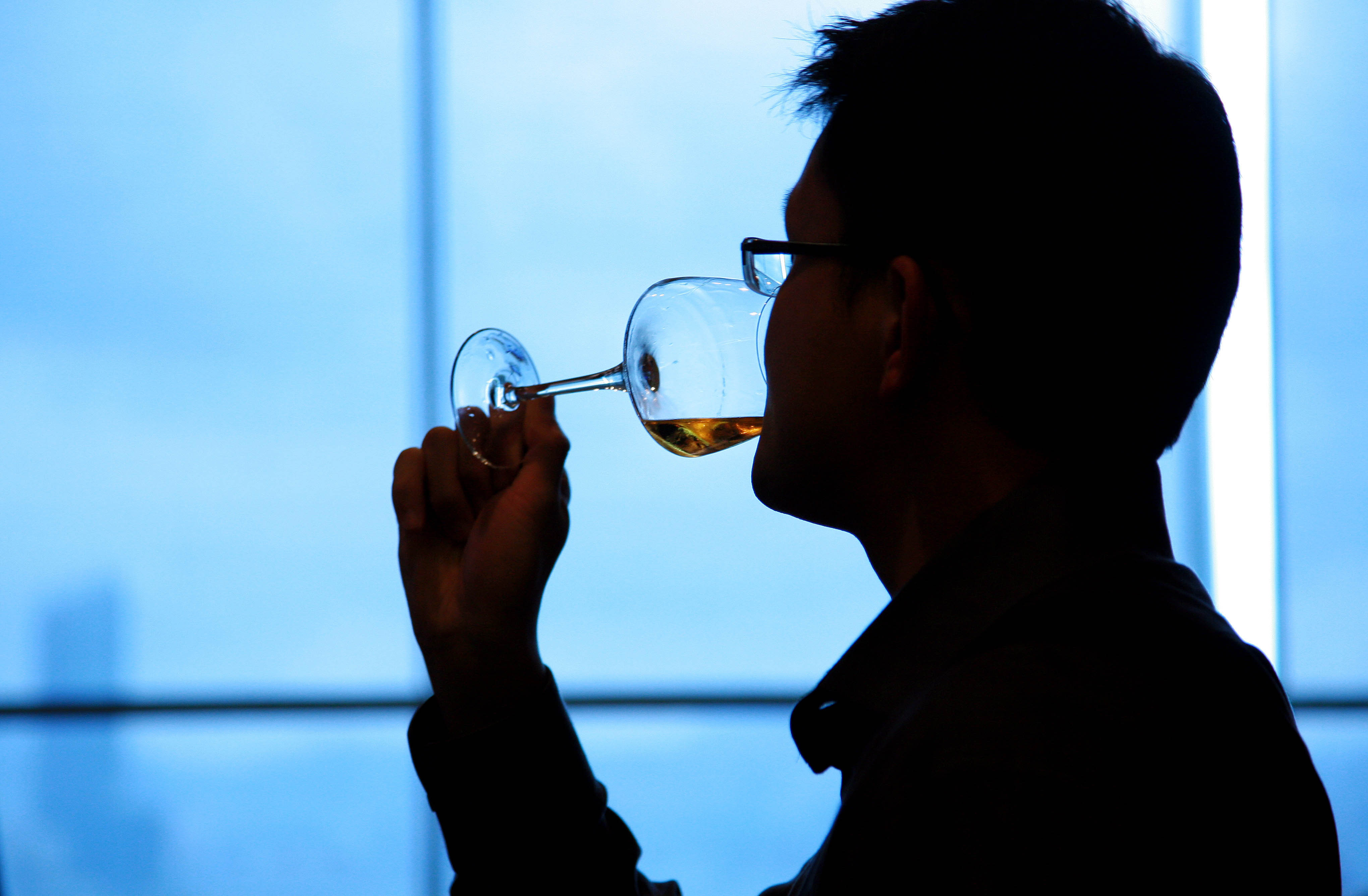
Dégustation au Vinexpo Asia Pacific 2008

## Chiffres clés
Ce sont 12 617 visiteurs dont 7 128 internationaux qui ont fréquenté le salon. La Chine continentale a fourni le plus gros contingent avec 4 136 entrées ce qui lui permet de presque doubler ses visiteurs par rapport à 2008. Elle est suivie de Taïwan (487), de la Corée (391), du Japon (256), de Singapour (247), de l'Australie (170), etc..

## Autres expositions de vins mondiales
- Shanghai International Wine and Spirits Fair
- Vinexpo Bordeaux
- Monte-Carlo Wine Festival
- Expovina de Zurich
- London Wine Fair
- ProWein, Düsseldorf
- Vinitaly, Verona
- Hong Kong Wine and Dine Festival